# Монтегю Лав
Гаррі Монтегю Лав (англ. Harry Montague Love; 15 березня 1877, Портсмут, Англія — 17 травня 1943, Беверлі-Гіллз, США) — британський актор театру, кіно і водевілів.

## Життєпис
Гаррі Монтегю Лав народився 15 березня 1877 року в Портсмуті. Працював художником-карикатуристом і військовим (англо-бурська війна) кореспондентом в лондонській газеті. У 1913 році вперше побував у США у складі театральної трупи, і потім провів там більшу частину свого життя, знімаючись в американських фільмах — особливо добре йому вдавалися ролі всіляких лиходіїв. Вперше на екранах з'явився у 1914 році, виконавши роль принца Флоризеля у стрічці «Клуб самогубців».
Монтегю Лав був одружений двічі: на Гертруді Лав з 1908 по 1928 рік (розлучення) і на Марджорі Голліз (з 1929 рік до своєї смерті в 1943 році).
Монтегю Лав помер 17 травня 1943 року в Беверлі-Гіллз від інфаркту міокарда, його прах був кремований у крематорії Chapel of the Pines.

## Фільмографія
- 1916 — Прихований шрам / The Hidden Scar — Генрі Далтон
- 1916 — Позолочена клітка / The Gilded Cage — барон Стефано
- 1917 — Распутін, чорний монах
- 1922 — Таємниці Парижа / The Secrets of Paris
- 1926 — Син шейха / The Son of the Sheik — Габа
- 1928 — Вітер / The Wind — Вірт Родді
- 1929 — Божественна леді / The Divine Lady — капітан Гарді
- 1929 — Бульдог Драммонд / Bulldog Drummond — Пітерсон
- 1929 — Таємничий острів / The Mysterious Island — барон Фелон
- 1931 — Лев і ягня / The Lion and the Lamb — професор Тотті
- 1937 — Життя Еміля Золя / The Life of Emile Zola —  Ежен Кавеньяк
- 1939 — Ганга Дін / Gunga Din — полковник Від
- 1941 — Диявол і міс Джонс / The Devil and Miss Jones — Гаррісон